# Seyfo Soley
Seyfo Soley (Lamin, 16 februari 1980) is een Gambiaans voormalig betaald voetballer die als verdedigende middenvelder of als centrale verdediger speelde.
Hij kwam in 2002 over van Lokeren SNW en speelde tussendoor een jaar bij Al Hilal, waaraan hij door KRC Genk uitgeleend was. In zijn periode bij Lokeren blesseerde hij toenmalig Antwerpspeler Gunter Ribus zodanig dat diens carrière vroegtijdig voorbij was.
Hij is getrouwd en heeft één kind.

## Carrière
- ?-1999: Banjul Hawks
- 1999-2000:  FCN Sint-Niklaas
- 2000-2002: KSC Lokeren
- 2002-2007: KRC Genk
  - 2004: Al-Hilal Ryad
- 2007: Preston North End
- 2011: Doxa Katokopia
- 2011-... : Enosis Neon Paralimni